# Commiphora tenuis
Commiphora tenuis là một loài thực vật có hoa trong họ Burseraceae. Loài này được Vollesen mô tả khoa học đầu tiên năm 1985.